# سی. اچ. دی. بایز بالوت
سی. اچ.دی. بایز بالوت (هلندی: C. H. D. Buys Ballot؛ زاده ۱۰ اکتبر ۱۸۱۷ درگذشته ۳ فوریه ۱۸۹۰) یک دانشمند در زمینه شیمی و هواشناسی اهل هلند بود.